# フジムラ
株式会社フジムラ（英文社名：Fujimura Co.,Ltd）は、東京都江戸川区に本社を置く、日本の大手解体工事業者。

## 概要
1977年（昭和52年）1月、藤村洋輔により解体業を営む藤村組が創立される。1980年（昭和55年）4月に有限会社化され、1996年（平成8年）6月に株式会社藤村組となった。
1999年（平成11年）5月、創業者の藤村洋輔が取締役会長になり、創業者の長男藤村一人が代表取締役社長に就任したのを機に「株式会社フジムラ」に社名変更。2006年（平成18年）2月には、グループ会社として株式会社フジムラMプランナー（代表取締役社長 藤村正人）、株式会社フジムラ企画（代表取締役社長 藤村桂子）を設立。
東京オリンピック・パラリンピックのメイン会場となる国立競技場建設に伴い、2014年（平成26年）に国立霞ヶ丘陸上競技場等とりこわし工事（北工区）の解体工事を受注し、2015年（平成27年）より着工、同年10月23日に工事を完了した。
2019年（令和元年）9月9日の令和元年房総半島台風（台風15号）の際、千葉県市原市のゴルフ練習場の鉄柱が強風で倒壊し、民家16軒が損壊した「市原ゴルフガーデン鉄柱倒壊事故」ではボランティアでの鉄柱撤去の無償支援を申し出た。10月15日に準備工事を開始、本体工事は10月28日開始。11月13日に撤去作業が完了した。市原市 小出譲治市長は2020年（令和2年）2月17日、株式会社フジムラの一連の支援を表彰した。通常であれば約4,000万円の撤去費用がかかるが、これを無償撤去した。

### 事業所
- 本社 - 〒134-0013　東京都江戸川区江戸川5-20-77　フジムラBLD1[7]
- 千葉事業所 - 〒272-0122 千葉県袖ケ浦市蔵波字正源戸990番地1[7]

### 資格・免許
- 国土交通大臣許可取得（特定建設業許可）
- 東京都知事建設業許可（一般建設業許可）
- 東京都知事建設業許可（特定建設業許可）
- ISO14001:2015
- ISO45001:2018

### 加盟団体
- 公益社団法人 全国解体工事業団体連合会
- 一般社団法人 東京建物解体協会

## 沿革
- 1977年（昭和52年）1月 - 藤村洋輔が藤村組を創立
- 1980年（昭和55年）4月 - 有限会社藤村組を設立
- 1989年（平成元年）1月 - 本社を江戸川区江戸川6-47-3から江戸川区春江町4-7-23へ移転
- 1996年（平成8年）6月 - 株式会社藤村組へ組織変更
- 1999年（平成11年）5月 - 株式会社フジムラへ社名変更
- 2000年（平成12年）10月 - 本社を江戸川区春江町4-7-23から江戸川区春江町4-6に移転
- 2002年（平成14年）2月 - 本社ビル竣工により本社を江戸川区春江町4-6から江戸川区江戸川5-20-77に移転
- 2005年（平成17年）9月 - 国際標準規格 ISO14001:2004 取得
- 2006年（平成18年）2月 - 株式会社フジムラ・M・プランナー、株式会社フジムラ企画を設立
- 2006年（平成18年）10月 - 解体工事業としては業界初の民放テレビCMの放映を開始（タイム契約：フジテレビ系列『知的冒険 ハッケン!!』土曜朝10時、小倉智昭司会。スポット契約：TBS系列・テレビ朝日系列）
- 2009年（平成21年）5月 - 江戸川区と防災協定「災害時における重機機材及びオペレーターの供給に関する協定」を締結
- 2013年（平成25年）9月 - 国際標準規格 OHSAS18001:2007 取得
- 2019年（令和元年）6月 - 国際標準規格 ISO45001:2018 取得
- 2020年（令和2年）12月 - 株式会社フジムラ・M・プランナー 解散
- 2021年（令和3年）1月 - 株式会社フジムラ・M・プランナー 吸収合併

## 国立霞ヶ丘陸上競技場等とりこわし工事
2020年東京オリンピック・パラリンピック開催に伴う新国立競技場建設のため、既存の旧国立競技場は解体されることとなり、日本スポーツ振興センター (JSC) は2014年5月、国立霞ヶ丘競技場陸上競技場等とりこわし工事について一般競争入札を行った。
2014年5月の第1回入札では参加資格が建設業者に限られ、北工区1社、南工区3社が入札に参加したが不調に終わった。そのためJSCは、2014年7月の第2回入札では入札の参加資格を建設業者に加え文部科学省の最高基準を満たした解体工事業者にも門戸を広げた。2014年7月17日に第2回入札が行われ、南北両工区とも株式会社フジムラが最低価格を提示した。
しかしJSCは入札結果を保留して株式会社フジムラを「特別重点調査」の対象とし、調査結果として7月25日に入札を無効とした。同日、株式会社フジムラはJSCに抗議し、落札できるよう書類不備修正を申し出たが聞き入れられなかった。
フジムラはこの結果を受け、8月28日に内閣府政府調達苦情処理対策室へ苦情処理申立書を提出、9月10日に内閣府政府調達苦情検討委員会により申立書が受理された。9月30日、内閣府政府調達苦情検討委員会はフジムラの苦情申立を認めた。交付された「報告書及び提案書」では、JSCが入札書および工事費内訳書の提出期限前に工事費内訳書を順次開封していたこと、ならびに入札者が提出した工事費内訳書の開封と並行して予定価格の決定に係る関係調達機関内部の手続を行っていたことは、調達過程の公正性および公平性ならびに入札書の秘密性を損なうものとして契約を破棄し、新たに調達手続を行うよう求める提言が出された。これにより第2回目の入札による契約は破棄された。
12月2日、第3回目の入札が開札され、フジムラは国立霞ヶ丘陸上競技場等とりこわし工事（北工区）を落札した。

## 令和元年房総半島台風によるゴルフ練習場鉄柱倒壊の無償撤去
2019年（令和元年）9月9日の令和元年房総半島台風（台風15号）の強風で千葉県市原市のゴルフ練習場「市原ゴルフガーデン」の鉄柱が倒壊、民家16軒が損壊した。翌10日、この情報を報道で知った代表取締役会長の藤村一人は、無償での鉄柱撤去支援を思い立ったが、市原ゴルフガーデンにはネットワーク設備・通信機器の故障のため連絡が取れなかった。その後市原市役所災害対策本部へ連絡し、ゴルフ練習場から市原市役所へ鉄柱撤去の相談があった場合には、株式会社フジムラが鉄柱撤去の無償支援の意思がある旨を伝えるよう依頼したが、数日間反応はなかった。無償での鉄柱撤去を考えた背景には、フジムラは地元の江戸川区と「災害時における重機機材及びオペレーターの供給に関する協定」を締結し、区の大規模防災訓練に毎年参加しており、災害時にはすぐに出動できる体制を普段から整えているため、迅速な決断ができたものである。
9月14日に「撤去業者が決まらない」という報道を見て、市原市危機管理課へ再度連絡したところ、市の担当者間の連絡が上手くなされていなかったとのことであった。市原市危機管理課はすぐにゴルフ練習場の代理人弁護士へ連絡、株式会社フジムラの鉄柱撤去無償支援の意思を伝えた。代理人弁護士から連絡があり、9月19日・24日の協議を経て、市原ゴルフガーデンはフジムラに鉄柱撤去無償支援を依頼、まずは被災者住民へ説明会を実施することとなった。この間の9月18日・21日には、ドローン等を使用しての現地調査を実施した。
フジムラは被災者住民全世帯へ電話により説明会開催を伝えた。9月26日説明会を開催、被災住民へ鉄柱無償撤去の方針を示した。被害があった全ての世帯から同意を得た上で作業を始める方針であったが、一部同意しない住民もあった。株式会社フジムラとしては、全世帯の方からの同意がなければ工事は開始できず、当然強行するつもりも一切なかった。
10月10日、再度の被災者住民を対象にした住民説明会を開催、説明会前日の段階で7割の被災者住民より同意書が提出されていた。住民説明会において、代表取締役会長の藤村一人は出席した住民56名に対し、「私たちフジムラに任せていただいて、信頼していただいて、何としても完璧な作業をさせていただきたい。どうか信用していただき、同意の程よろしくお願い申し上げます。」と、鉄柱撤去工事に対して、同意を得られるよう説明をした。また、最終的な同意の状況による撤去工事の進め方について次のように説明をした。「同意を得たお宅と、同意の無いお宅（の間）に区画を設けて、作業は大変困難になりますが、ご同意いただいたお宅から鉄柱撤去を始めさせていただきます。」このように説明した後、大多数の住民の賛同のもと、準備工事10月15日開始・本体工事10月28日開始が決まった（説明会終了時点で、2軒の同意が得られなかった）。
代表取締役社長の藤村直人は一連の経緯について、「住民の皆さんは、作業で再び家屋が壊れたらどうなるのかと不安を抱えていた。けれど同意書にサインを貰わなければ始まらないので、撤去で生じた損壊はゴルフ練習場が掛け金を払う保険で対応することになり、納得してもらいました」「会長である私の兄が報道で被害を知って、助けになればと市役所とゴルフ練習場に撤去を申し出たんですが、最初は信じてもらえなかった。善意からとはいえ、4500万円ほどかかる作業を無償でやるなんて、私も同じ立場だったら信用できないでしょう。作業自体は大きな解体業者なら十分やれるもので、今月末には終わります」と話した。
10月15日、準備工事が開始された。また同日、全世帯が撤去工事に同意した。その模様はテレビで生中継された。代表取締役社長の藤村直人はインタビューに対し、解体撤去費用の見込金額を説明、台風の被害をテレビで見て支援を即決したことを語った。　
10月28日、鉄柱撤去本体工事が開始された。防災システム研究所所長の山村武彦は出演したテレビ番組において「さすが。職人魂が動いたんだろう」と述べている。
10月30日、代表取締役社長の藤村直人は撤去作業を生中継するテレビ番組のインタビューを受け、「住民の宝物（である家屋）の屋根の上に鉄柱が乗っているということで、難易度が上がるが、慎重な作業を行っていきたい」と話した。弁護士の八代英輝氏は「一番経験のある人に任せるしかない」と話し、また総合司会の恵俊彰は「みなさんの宝物であるご自宅に鉄柱が刺さっているのですから、緊張感が伝わってくる」とコメントした。
11月7日、撤去する鉄柱13本のうち、11本目の鉄柱の撤去状況がテレビで生中継された。家屋に食い込んだ鉄柱が数分間で撤去される様子が紹介され、総合司会の恵俊彰氏は「国立競技場を解体したフジムラさんだからできた工事」と語り、また、建築エコノミスト森山高至は「株式会社フジムラは解体工事のスペシャリスト」「家屋にひっかからず、手際が良い、早い作業」と絶賛した。番組内では撤去工事について「準備段階で8割～9割が決まる」とのフジムラの考え方が紹介され、鉄柱切断の際に火災防止のために電動ノコギリが使用されたことなど、工事の詳細が紹介された。藤村直人は「被害に遭った住宅はすべて木造です。火災による二次被害を防ぐため、火花が出る切断機は使えない。時間はかかるけれども、火花の出ない切断機を使わざるを得ない状況です。ただ作業は順調に進んでいて、当初予定より1か月ほど早い11月末には終わります」と話した。
11月13日、最後となる13本目の鉄柱が撤去され、作業が完了した。当初の計画工期は、鉄柱を3～4分割に切断をして撤去する工法で、12月14日までの2ヶ月間を予定していたが、切断をせずに鉄柱をそのまま持ち上げる施工方法に変更したため、大幅に工期短縮することができた。撤去完了にあたって藤村直人は「住民が見守る中、プレッシャーがあった。二次被害もなくスムーズに終わってよかった」と話し、ある被災者住民は一連の作業について「本当に無償で丁寧にやっていただいた。言葉に表せないくらい感謝している。」と語った。13本目の撤去の模様はテレビで生中継され、総合司会の恵俊彰は「国立競技場を撤去した実績をお持ちのフジムラさんが無償で手を挙げた」と状況を説明、弁護士の八代英輝は「（鉄骨の周辺には、電線等が）知恵の輪のように絡み合っていて、神経を使う作業」と感想を述べた。またデーモン閣下は「あんなに丁寧に作業の順番を決めて進めるのは日本人ならでは。フジムラさんものすごい立派だね」と絶賛した。
2020年（令和2年）2月17日、市原市は、倒壊鉄柱を無償撤去し被害拡大を防止したとして、株式会社フジムラを表彰した。小出譲治市長は「初めて知らせを受けたとき“救いの神”が来たと思った。ありがたい限り」と功績をたたえた。
フジムラ社の企業ホームページにも、本撤去作業が実績として掲載されている。

## 特許
- 2016年（平成28年）1月 - カヤバシステムマシナリー株式会社、東京電機大学、埼玉工業大学との共同開発により、制振装置及び屋外作業機（振動抑制装置MTMD）（特許第5865686号）[35] 発明者（フジムラ：藤村一人、カヤバシステムマシナリー：大野大介、露木保男、東京電機大学：藤田聡、埼玉工業大学：皆川佳祐）
- 2017年（平成29年）8月 - 日立建機との共同開発により、飛散防止装置（Fシールド）（特許第6190770号）発明者（フジムラ：藤村直人、日立建機：和田健治、黒田英夫）

## 施工物件
主な施工物件は以下の通り。
- 日本橋1丁目中地区第一種市街地再開発重要文化財改修工事(野村證券旧館)
- 中央防波堤破砕ごみ処理施設プラント解体工事
- 三菱ふそう川崎事業所A工区基礎解体工事
- 八重洲２丁目中地区第一種市街地再開発事業 建屋解体工事 第一工区（上物）
- ららぽーとTOKYO-BAY　アリーナ連絡通路　撤去工事
- 江戸川清掃工場建て替えに伴う地中障害撤去工事
- 江戸川清掃工場建て替えに伴う建屋外付属物及び煙突解体工事
- ららぽーとTOKYO-BAY北館解体工事
- 関東第一高等学校　西館他　解体工事
- 日本橋１丁目中地区第一種市街地再開発に伴う野村証券本館・別館第１期解体工事
- 東雲一丁目プロジェクトに伴う解体工事
- 東京コカ・コーラボトリング江戸川営業所解体工事
- フジフーズ株式会社船橋第2工場解体工事
- アライプロバンス葛西A棟新築に伴う解体工事
- 日産プリンス東京販売㈱烏山店解体工事
- JR小岩駅北口地区第一種市街地再開発事業に関わる解体撤去工事
- 浦安日ノ出4丁目Ⅱ計画に伴う解体工事
- 東京流通センター物流ビルA棟（B工区）解体工事
- 万葉軒千葉本社ビル解体工事
- 江戸川区立一之江小学校教室棟外解体工事
- 都立桐ヶ丘高等学校(4)解体工事
- 江戸川区立小岩第一中学校教室棟外解体工事
- 江戸川区立下鎌田西小学校教室棟外解体工事
- 江戸川区立上小岩小学校教室棟外解体工事
- 2020東京オリンピック・パラリンピック　プレスセンター IBC/MPC 整備工事に伴う解体工事 東京ビッグサイト（B棟・C棟）
- 東京駅前八重洲一丁目東B地区第一種市街地再開発事業既存建物解体除去工事（第4工区・第5工区）
- DPL三郷Ⅲ新築に伴う解体工事
- エアースポーツクラブ船堀新築工事に伴う解体工事
- 豊洲4-2街区解体及び現状復旧工事
- 春江江東営業所解体撤去工事
- 早稲田中学校・高等学校3号館・興風館立替工事
- 江戸川区中央1丁目計画に伴う解体工事
- Dプロジェクト浦安Ⅳ新築工事に伴う旧パルタック浦安工場解体工事
- 三菱ケミカル横浜総合研究所第一本棟解体工事
- 三菱ふそう川崎事業所A工区解体工事
- 市原ゴルフガーデン既存設備解体撤去工事
- 台風15号による市原ゴルフガーデン災害復旧工事
- 江戸川区立二之江小学校教室棟外解体工事
- 都立萩山実務学校（２）一般寮B棟ほか解体工事
- 小松川・平井地域中学統合校改築に伴う小松川第二中学校平井校舎教室棟外解体工事
- 旧都立城東職業能力開発センター（29）解体工事
- 旧都立府中東高等学校（29）校舎棟その他解体工事
- 世田谷区上用賀公園拡張事業に伴う用賀住宅解体工事
- キャタピラージャパン相模原事業所解体工事
- 旧深川政府備蓄倉庫解体に伴う杭引抜工事
- 新宿T&TビルIII 解体工事
- ららぽーとTOKYO-BAY P1立体駐車場解体工事
- イオンモール川口解体工事
- 大正大学8号館（礼拝堂）解体工事
- 東京日産自動車販売 晴海ビル解体工事
- 霊友会第一ビル解体工事
- 羽田空港内E-5棟解体撤去工事
- 株式会社新井鉄工所 江戸川工場解体工事
- 日立製作所戸塚事業所施設解体工事 (K工場地区)
- パークシティLaLa横浜 マンション建替事業に係る施工マンション解体工事
- 成田国際空港客室補給ビル解体工事
- 警視庁丸の内警察署撤去工事
- 江戸川区立葛西小学校・葛西中学校教室棟外解体工事
- 旧都立大泉学園高校(28)解体工事
- 虎ノ門1丁目地区第一種市街地再開発事業 旧西松建設本社ビル他7棟 既存建物除去工事 (第1期)
- 東京流通センター物流ビルB棟建替計画
- 農林水産省旧深川政府備蓄倉庫解体工事
- 国立霞ヶ丘陸上競技場等とりこわし工事（北工区）
- 旧都立清瀬小児病院 (H23) 解体工事
- 都立青山病院建物他(H20)解体工事
- 中野警察学校校舎等 (H18) 解体工事
- 都立新宿高校（H16）既存校舎解体工事
- 労働スクエア東京（H16）解体工事（東京都中央区新富）
- ドイツ連邦共和国大使館 仮施設建築物解体工事
- 赤坂 (東京都港区)1丁目地区第一種市街地再開発事業に伴う解体工事
- 中山競馬場等整備工事 (第1期) クリスタル棟他解体工事
- 京橋京橋2丁目西地区第一種市街地再開発事業に係る既存建物等除却工事
- 旧キリン本社ビル（東京都中央区新川）解体工事
- 銀座六丁目再開発に伴う松坂屋銀座店 パレ銀座他解体工事
- 水天宮社殿 解体工事
- 東京電機大学旧神田校舎 解体工事
- ららぽーとTOKYO-BAY 西館解体工事
- 三井ガーデンホテル船橋ららぽーと解体工事
- 衆議院会館南棟北棟解体工事
- 学習院大学中央教室（ピラミッド校舎）解体工事[36]
- 新日本石油精製横浜製油所第5工場 設備解体撤去工事
- 大崎駅西口地区第一種市街地・再開発事業建物等除去工事
- 新日本石油精製 下松用地設備工事に伴う解体工事
- 川崎天然ガス発電所の建設に係る用地整備工事他（解体撤去工事）
- 新日本石油 西名古屋油槽所・名古屋第二油槽所解体撤去工事
- 新日本石油加工 旧柏崎工場解体撤去工事
- 新日本石油 八戸更地化工事
- 東京入国管理局東京税関本庁舎 解体工事
- 日本大学高等学校・中学校キャンパス再開発に伴う解体工事
- 石川島播磨重工業 東-A工区東-B工区解体工事

## グループ会社
株式会社フジムラ企画
- 資本金8800万円
- 代表取締役 藤村一人